# Fred Borchelt
Earl Frederick Borchelt –conocido como Fred Borchelt– (Staten Island, 12 de junio de 1954) es un deportista estadounidense que compitió en remo.
Participó en dos Juegos Olímpicos de Verano en los años 1976 y 1984, obteniendo una medalla de plata en Los Ángeles 1984 en la prueba de ocho con timonel. Ganó tres medallas en el Campeonato Mundial de Remo entre los años 1979 y 1982.

## Palmarés internacional
| Juegos Olímpicos   | Juegos Olímpicos             | Juegos Olímpicos  | Juegos Olímpicos   |
| Año                | Lugar                        | Medalla           | Prueba             |
| ------------------ | ---------------------------- | ----------------- | ------------------ |
| 1984               | Los Ángeles (Estados Unidos) | Medalla de plata  | Ocho con timonel   |
| Campeonato Mundial |                              |                   |                    |
| Año                | Lugar                        | Medalla           | Prueba             |
| 1979               | Bled (Yugoslavia)            | Medalla de bronce | Dos con timonel    |
| 1981               | Múnich (RFA)                 | Medalla de plata  | Cuatro con timonel |
| 1982               | Lucerna (Suiza)              | Medalla de bronce | Cuatro con timonel |